# Apía
Pour les articles homonymes, voir Apia (homonymie).
Apía est une municipalité située dans le département de Risaralda en Colombie.